# アンシデイの聖母
『アンシデイの聖母』（アンシデイのせいぼ、（伊: Pala Ansidei, 英: Ansidei Madonna））は、盛期ルネサンスの画家ラファエロ・サンティが、画家としてのキャリア中期にあたる「フィレンツェ時代」の1505年に描いた絵画。ポプラ板に油彩で描かれた板絵である。幼児キリストを抱き木製の玉座に座する聖母マリアが描かれた作品で、マリアから見て右側には洗礼者聖ヨハネが、左側には書物に目を通すバーリの聖ニコラウスがそれぞれ配されていることから『玉座の聖母子と洗礼者聖ヨハネ、バーリの聖ニコラウス』とも呼ばれ、ほかにも制作当初は多翼祭壇画を構成する絵画作品の一枚だったことから『アンシデイの祭壇画』と呼ばれることもある。制作当初の多翼祭壇画には、祭壇基部の飾り絵 (en:Predella) も付随していたが、この飾り絵中で現存するのは『説教する洗礼者ヨハネ』のみとなっている。
現在は『アンシデイの聖母』も飾り絵の『説教する洗礼者ヨハネ』も、ロンドンのナショナル・ギャラリーが所蔵している。

## 外観
『アンシデイの聖母』には、右側に洗礼者ヨハネ、左側に聖ニコラウスを従えた聖母マリアが、威厳に満ちた姿で高みの玉座に座っている情景が描かれている。写実表現ではなく様式美表現を追求した作品で、玉座には肘掛けはなく、玉座への踏み段も極めて急勾配に描かれており、画面上方の弓状の建築物や、玉座の表現技法などがこの作品に優雅さを与えている。

### 静謐な神聖表現
『アンシデイの聖母』には「フィレンツェ時代」のラファエロの作品に見られる、当時のウルビーノ絵画における厳格な神聖表現の強い影響があり、マリアが座る玉座の上部には「万歳、キリストの母 (Salve Mater Christi )」という銘が刻まれている。また、「聖母と比較すると、幼児キリストや洗礼者ヨハネのほうが、ラファエロ後期の「ローマ時代」を思わせる、より自然な姿形と感情表現で描かれている」といわれている。
ナショナル・ギャラリーのラスキンは、『アンシデイの聖母』はラファエロの最高傑作の一つであり、キリスト教教義の高みを具現化した作品だとし、その理由を何点か列挙した。まず、作品の出来栄えがほぼ完璧で、数世紀にわたって高く評価され続けてきたことを挙げている。描かれている金細工の表現は本物と見まごうほどだが、作品全体を調和させる効果があるとする。つぎに、人物像が穏やかさに満ちて描かれていることと、人物像の精神性、内面性が豊かに描きあげられていると評価している。そして最後に、苦悩や忌まわしさいった観る者に不快さを催させるものがかけらも見られない、心地よさ、充足感、美しさを描き出した作品であるとしている。
『アンシデイの聖母』に描かれている、風景を含むあらゆるモチーフは、静謐と聖性とを想起させるものとなっている。
- 聖母マリアは幼児キリストに無私の愛を注ぎ、
- 幼児キリストは無垢な信頼を聖母に向け、
- 黙想にふける洗礼者ヨハネは霊的な魂の遍歴を示し、
- バーリの司教ニコラウスは宗教的学識を象徴し、そして、
- 穏やかな風景と無限に広がる青空は、神との親和を表している[4]。

また、聖ニコラウスの足元に転がる3つの玉のようなものは、キリスト教教義の聖三位一体の象徴あるいは、ニコラウスの伝承にある、貧家の娘を救うために投げ入れた金の詰まった袋ではないかと考えられる。

### 若き巨匠ラファエロ
「フィレンツェ時代」のラファエロは、さまざまな芸術家からの影響を過剰なまでに受けていた。自身の師ペルジーノをはじめ、ドナテッロの大理石彫刻作品、マサッチオのフレスコ画、ミケランジェロの『ダヴィデ像』、レオナルド・ダ・ヴィンチの絵画など、当時のラファエロが自身の作風を洗練させるために多くの芸術家の長所を取り入れようとしたことが、『アンシデイの聖母』の構成、仕上がりに見てとることができる。
ラファエロは『アンシデイの聖母』において、詳細部分にわたる精緻な表現で優れた作品を描きあげた。当時23歳という若さだったラファエロは、入念かつ秩序だった技法を導入することで新たな絵画表現手法を得た。主題を明確にするために何を描くべきかは重要な要素で「優れた画家かどうかは、何を描かなかったによって決まる」ともいわれる。『アンシデイの聖母』の背景は、余計なものが一切描かれていない清明で平穏な表現となっている。宝飾飾りが散りばめられた衣服や紅珊瑚の飾り紐などに用いられている彩色も明快で、効果的な顔料が使用されている。
1508年、25歳のときにローマへとわたったラファエロは、『大公の聖母』（1505年、ピッティ宮殿パラティーナ美術館所蔵 (en:Madonna del Granduca)）や『ヒワの聖母』（1505年 - 1506年、ウフィツィ美術館所蔵 (en:Madonna del cardellino)）そしてこの『アンシデイの聖母』などの作品で知られた、非常に高く評価される著名な芸術家となっていた。

## 来歴

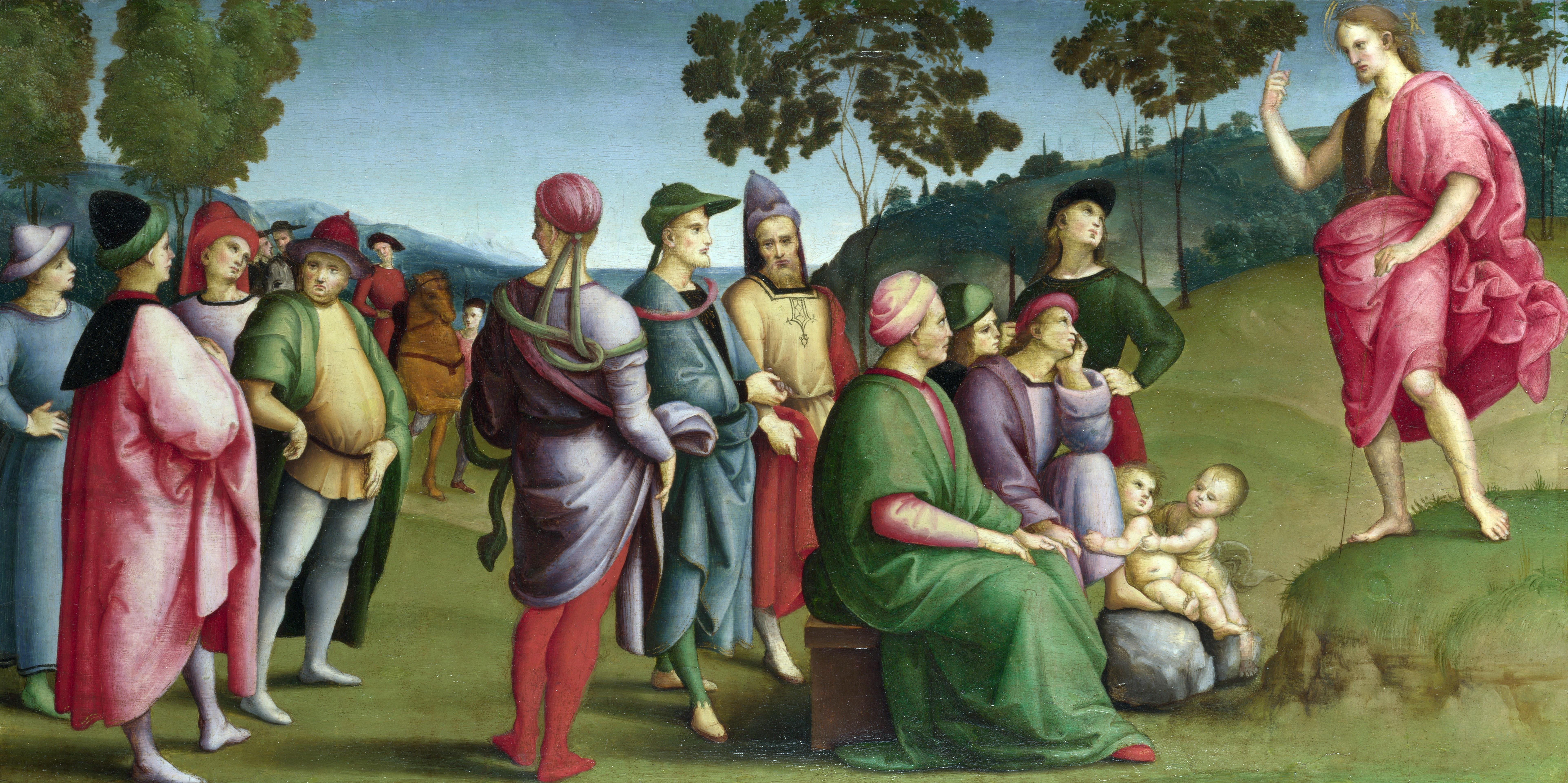
ロンドンのナショナル・ギャラリーが所蔵するラファエロが描いた『説教する洗礼者ヨハネ』。祭壇画だった『アンシデイの聖母』の祭壇基部に描かれていた唯一の現存する飾り絵。

『聖母子と洗礼者聖ヨハネ、バーリの聖ニコラウス（アンシデイの聖母）』と呼ばれる祭壇画の制作をラファエロに依頼したのはニッコロ・アンシデイである。ペルージャのサン・フィオレンツォ教会にあった、聖ニコラウスに捧げられたアンシデイ家の礼拝堂に安置するためであった。
祭壇画『アンシデイの聖母』の祭壇基部には2点の飾り絵が描かれていた。そのうちの1点が現在ロンドンのナショナル・ギャラリーが所蔵する『説教する洗礼者ヨハネ』で、『アンシデイの聖母』に描かれている洗礼者ヨハネの真下に置かれていた。もう1点の飾り絵には『アンシデイの聖母』の聖母子の下にあたる部分に聖母の婚礼が、聖ニコラウスの下にあたる部分にはニコラウスが起こしたとされる奇跡が描かれていたが、現存していない。
『アンシデイの聖母』の制作年については複数の説がある。以前はペルジーノからの強い影響が見られるその作風から、1505年に制作が開始されたといわれていた。その後、さらなる精査によって1507年の作品ではないかという説が唱えられた。また、ラファエロの作風の変化からみて、1505年に制作開始、1507年完成とする説もある。
『アンシデイの聖母』が置かれていた礼拝堂は、1763年にサン・フィレンツォ教会が改築された際にいったん取り壊された。その後礼拝堂は再建され、現在では19世紀に制作された『アンシデイの聖母』の模写が祭壇画として飾られている。オリジナルの『アンシデイの聖母』は1764年にイングランドのロバート・スペンサー卿が、兄の第4代マールバラ公ジョージ・スペンサーへの贈り物として、金額は未公開だがおそらくは相当な高額で購入している。その後『アンシデイの聖母』は、現在世界遺産にも登録されている、ヨーロッパでもっとも重要な建築物の一つであるマールバラ公爵家の大邸宅ブレナム宮殿に収蔵されており、このことから『ブレナムの聖母』と呼ばれることもある。
世界的にも最高の絵画の一つと見なされていた『アンシデイの聖母』は、1885年に発布されたイングランド議会修正法案 (en:Chancery Amendment Act 1858) のもと、第8代マールバラ公ジョージ・スペンサー＝チャーチル (en:George Spencer-Churchill, 8th Duke of Marlborough) によって、75,000ポンド ないし70,000ポンド で、同年にロンドンのナショナル・ギャラリーに売却された。この金額は1点の絵画に支払われた購入額としてはそれまでの最高額の3倍にあたる巨額であり、当時ラファエロの絵画作品がローマ以外の地では希少だったことも背景にあったと考えられている。